# Matthijs Naiveu

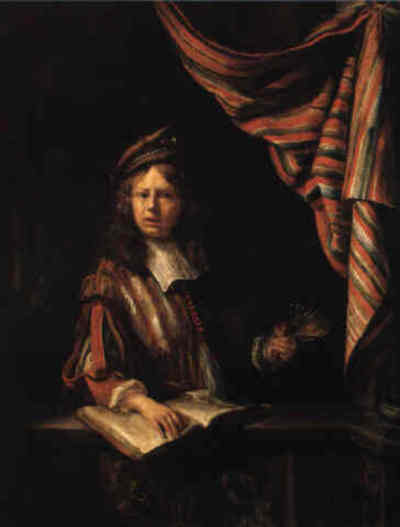
Zelfportret, ca. 1665

Matthijs of Matthys Naiveu (Leiden, gedoopt op 16 april 1647 - Amsterdam, 4 juni 1726) was een Nederlandse kunstschilder. Hij was de oudste zoon van de wijnhandelaar en herbergier Matheus Naiveu van Rotterdam en Janneken Melcke van Leiden. Zijn grootvader Mathys Willemsz was schipper te Luik. In 1675 trouwde Matthijs met de weduwe Agatha van Strichtenhuyse.
Naiveu leerde het vak van fijnschilder van Abraham Toorenvliet, de vader van Jacob Toorenvliet, en ging vervolgens in de leer bij Gerrit Dou. In 1671 werd Naiveu lid van het Leidse Sint-Lucasgilde. In 1678 verhuisde hij naar Amsterdam, waar hij als hop-inspecteur voor de Amsterdamse bierbrouwerijen ging werken. 
Naiveu schilderde in Leiden vooral genrestukken en portretten. Zijn werk ontwikkelde zich in Amsterdam naar voorstellingen van festiviteiten en van theatergroepen met Commedia dell'arte figuren met meer beweging en kleurgebruik. Zijn werk vertoont invloed van de Bamboccianti, hoewel hijzelf nooit in Italië geweest is. Omdat zijn oeuvre niet groot is kan de vraag opgeworpen worden of hij alleen voor zijn plezier schilderde. Volgens Arnold Houbraken is de Zeven werken van barmhartigheid zijn grootste werk. 
Naiveu overleed in 1726 op negenenzeventigjarige leeftijd in Amsterdam.

## Galerij

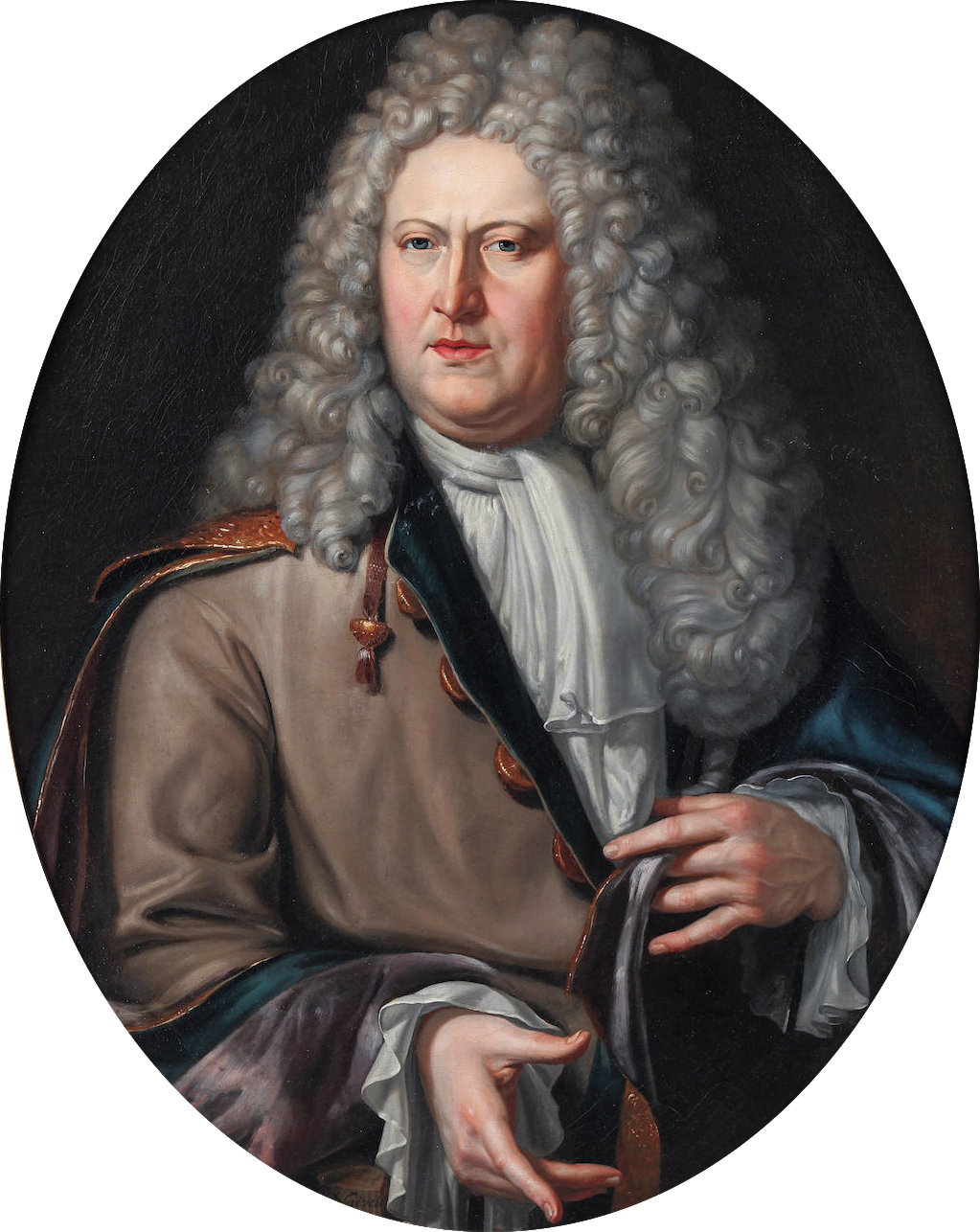
Portret
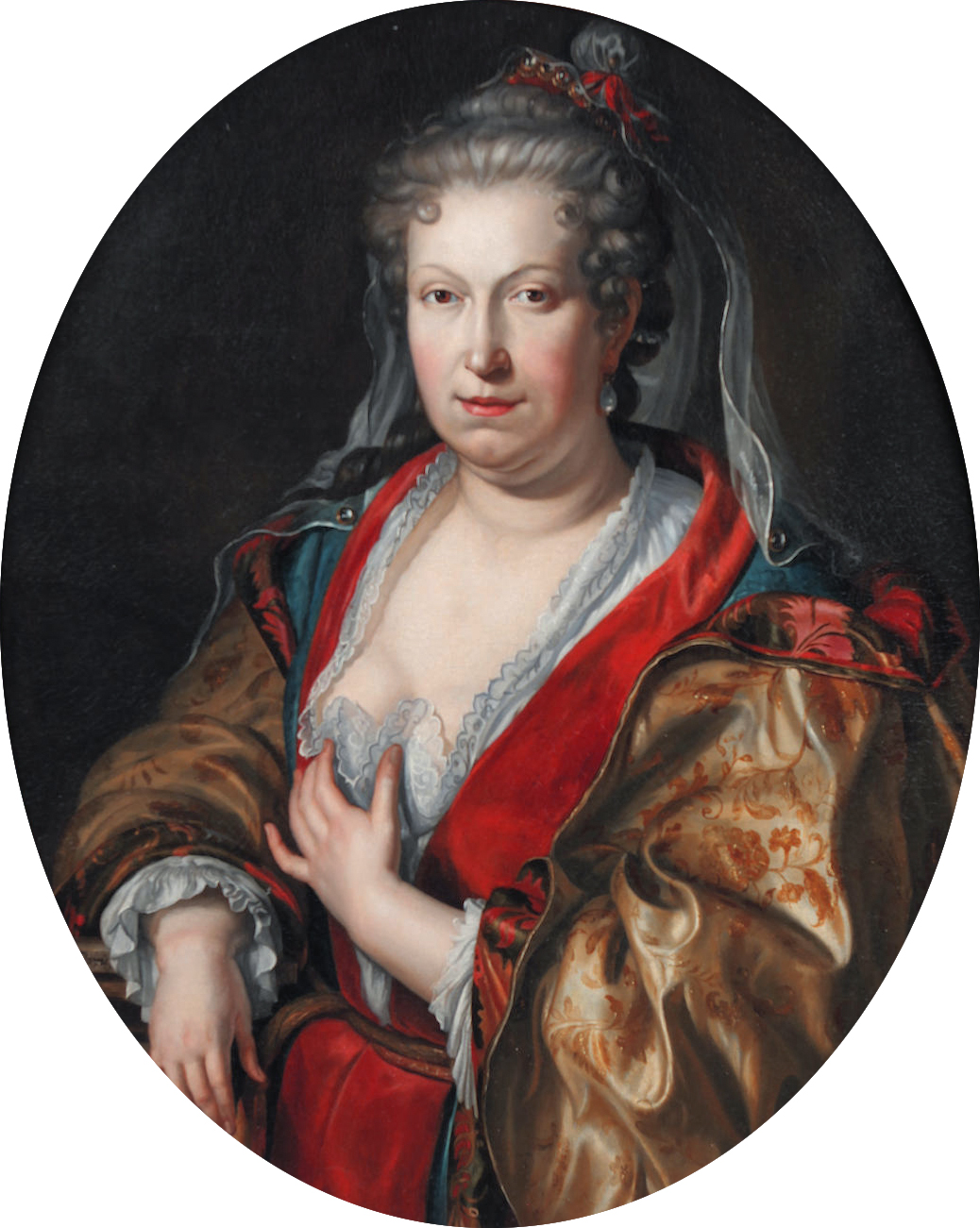
Portret
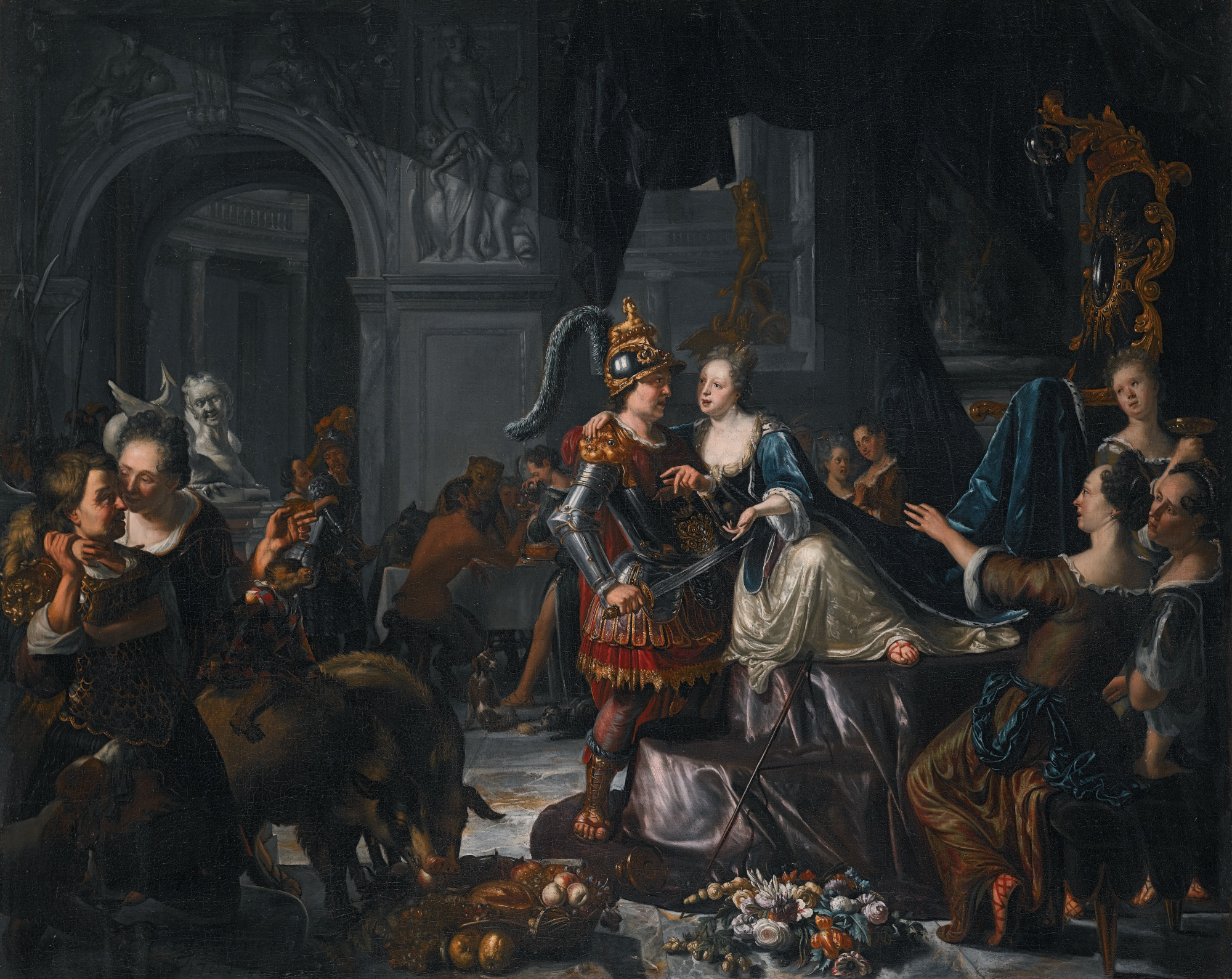
Circe en Odysseus, 1702
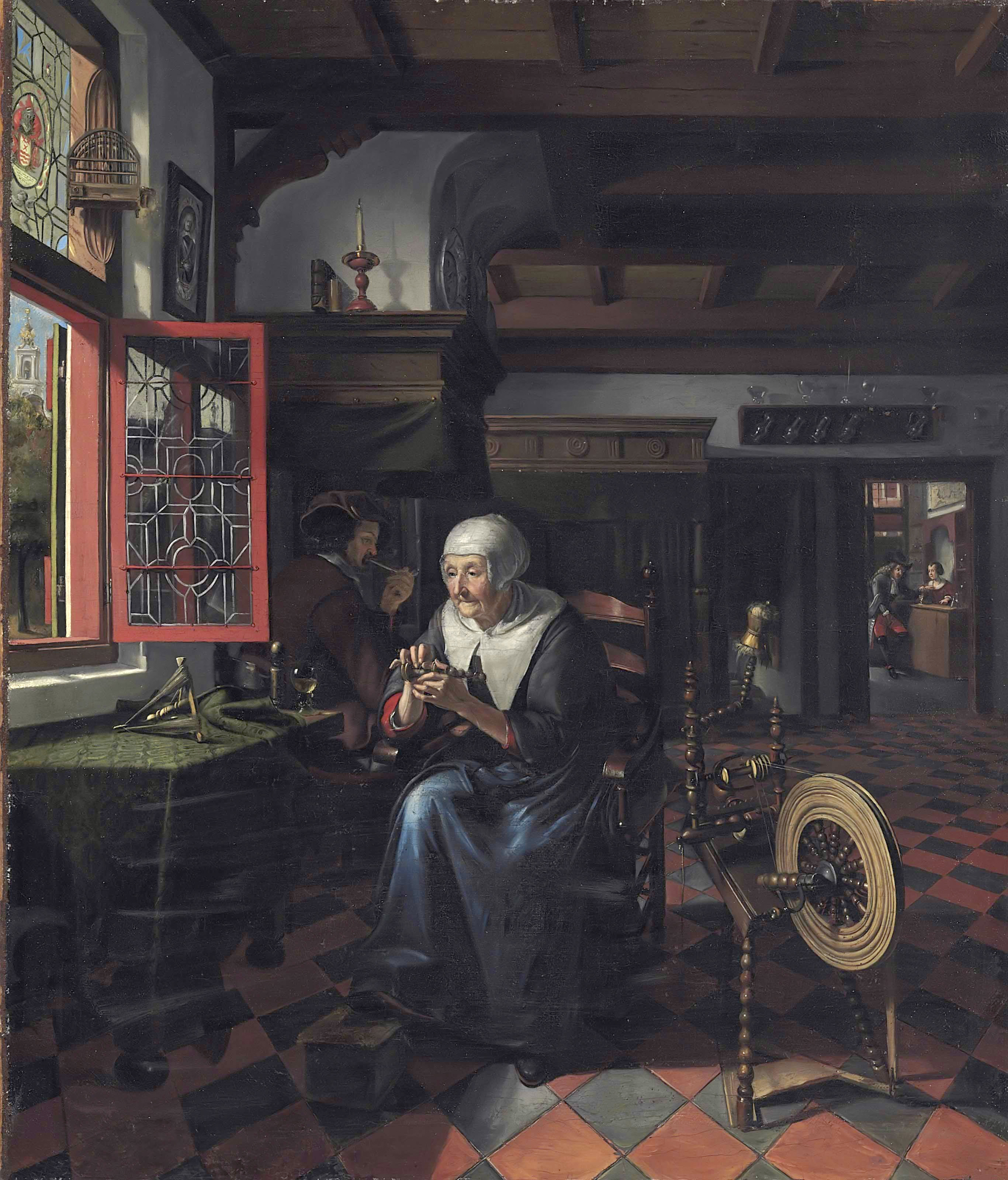
Interieur met een oude vrouw, 1692
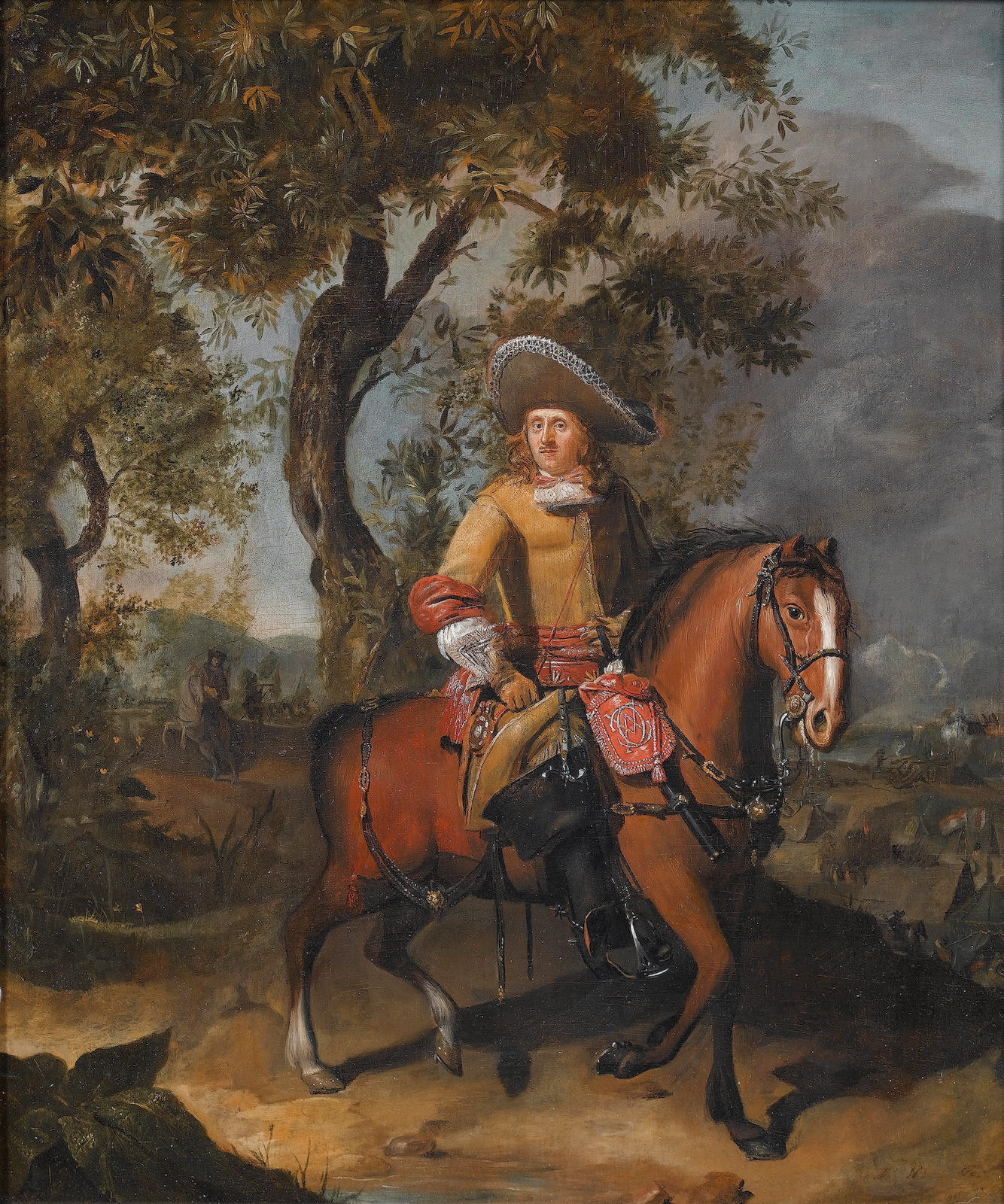
Een officier, 1675